# Eugen Kamenew

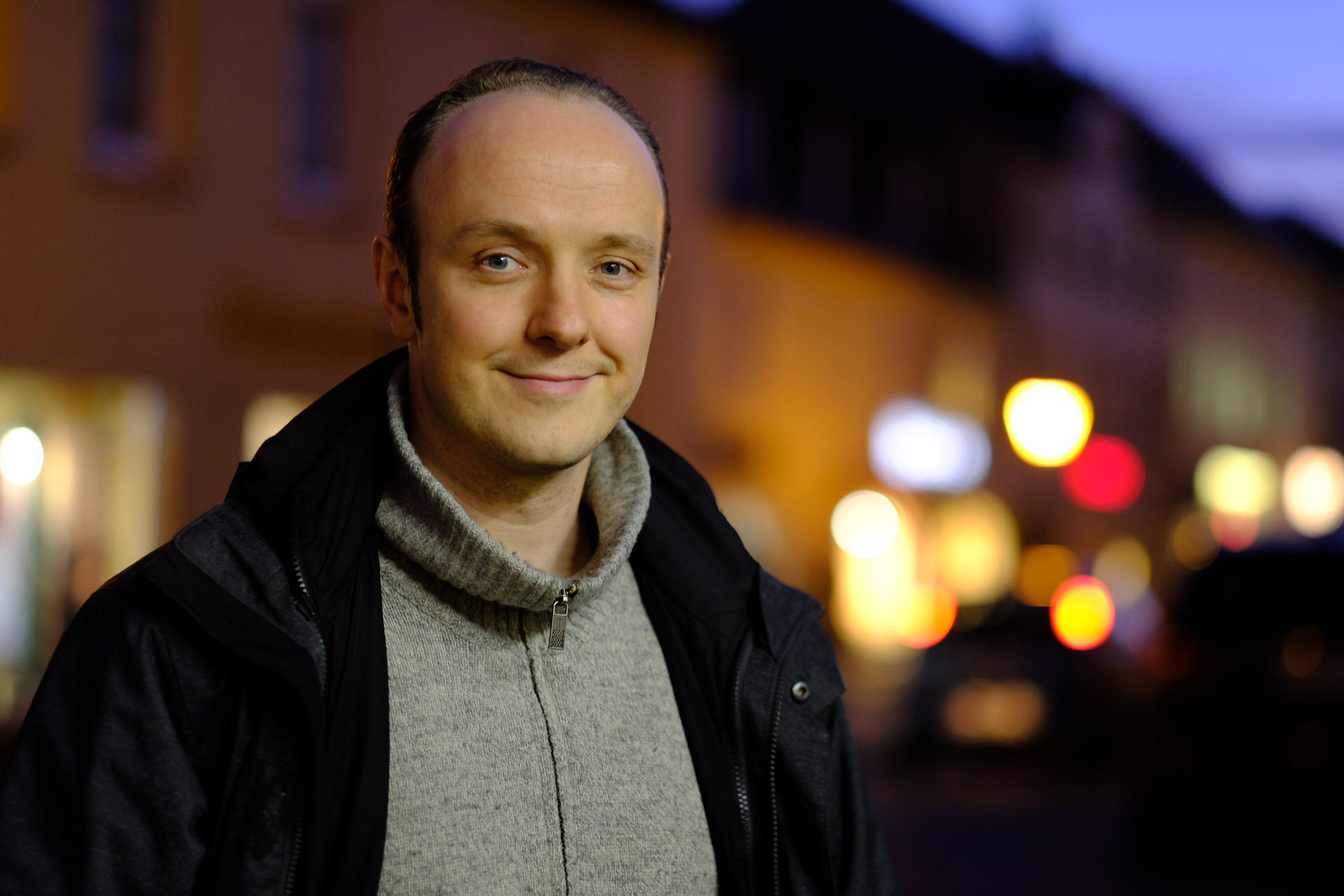
Eugen Kamenew

Eugen Kamenew (* 24. Januar 1982 in Temirtau) ist ein deutsch-russischer Fotograf. Gegenstand seiner Arbeiten sind Nachtlandschaften und astronomische Okkultationen rund um den Globus. Seine Fotografien zeigen die Silhouetten von Personen vor dem Hintergrund der verfinsterten Sonne und des Mondes. Vor der Umsetzung der Aufnahmen, bei den sich seine Models mehrere hundert Meter von der Kamera entfernt befinden, führt Kamenew astronomische und geometrische Berechnungen durch.

## Leben
Kamenew ist 1200 km nordöstlich des Weltraumbahnhofs Baikonur im kasachischen Temirtau aufgewachsen. Nach seiner Emigration nach Deutschland studierte er Mediensoziologie an der Philipps-Universität Marburg. Heute lebt und arbeitet er in Düsseldorf.

## Auszeichnungen
- 2010: Erster Platz für Digital Media Achievement beim First Look Mixed Media Festival der Hawaii Pacific University
- 2014: Astrophotographer of the Year des Royal Greenwich Observatory und des BBC Sky at Night Magazins in der Kategorie ’People & Sky‘